# Józsa Márta
Józsa Márta (Kolozsvár, 1962. január 26. –) író, szerkesztő.

## Életútja
1983-ig szülőföldjén élt. Első publikációi Erdélyben jelentek meg még középiskolás korában, majd az 1990-es évektől már Magyarországon közölték riportjait az országos napilapok, valamint folyóiratok (Népszabadság, Magyar Hírlap, Népszava, illetve Beszélő, Magyar Narancs, Élet és Irodalom). 1998 óta szépirodalmi írásai jelennek meg. 2000 óta az Ex Symposion szerkesztője. Prózái, tanulmányai, recenziói megjelentek a Beszélő, Ex Symposion, Élet Irodalom, Helikon, Holmi, Irodalmi Jelen, Jelenkor, Könyvjelző, Pro Philosophia, Replika, Üzenet és Vigilia című lapokban.
2020. szeptemberben a Szépírók Társasága alelnökének választotta meg egyéves időtartamra.

## Kötetei
- Amíg a nagymami megkerül; Noran, Bp., 2007 (Beszéld el...) ISBN 9789639716360
- Ilonka néni, A hónap könyve, 2012. ISBN 9789638958136

## Antológia
- Ismeretlen katona, Szoba Kiadó, 2007

## Díjak
- Déry Tibor-díj, 2011
- NKA alkotói ösztöndíj, 2012